# 利亚穆伊加山
利亚穆伊加山（英語：Mount Liamuiga）是一座高3,792 英尺（合1,156 米）的複式火山，構成了圣基茨岛的西边部分。这座山峰既是圣基茨岛，聖克里斯多福及尼維斯以及整个英国背风群岛的最高点，也是东加勒比群島最高的山峰之一。山峰顶部是一个0.6英里（合1公里）宽的火山口，其中有一个浅火山口湖，于1959年消失。截至2006年，火山口湖已重新形成。最后经证实的火山喷发大约发生于1800年前，而1692年和1843年的火山爆发暂不确定是否真的发生过。
利亚穆伊加山原名为悲惨山（英语：Mount Misery，或译为米瑟里山），于1983年9月19日圣基茨独立之日更名。然而，许多老年人仍将其称为悲惨山。利亚穆伊加这个名字来源于整个圣基茨岛的加勒比名称，意思是“肥沃的土地”。
山坡海拔高1500英尺（合460米）处两侧覆盖着农田和小村庄，更高处是郁郁葱葱的热带雨林，3000英尺（合900米）处则为云雾森林。许多人常常从圣保罗村的贝尔蒙特庄园开始，到该山峰和周围的热带雨林去旅游。从山顶看，景色非常优美，整个岛屿和美丽的加勒比海尽收眼底，还可看到邻近的薩巴、圣尤斯特歇斯、聖巴泰勒米、圣马丁岛、安地卡島和尼维斯岛。